# Michael Mukasey

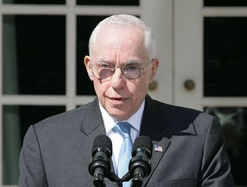
Michael Mukasey

Michael B. Mukasey (* 28. Juli 1941 in New York City) ist ein US-amerikanischer Jurist und Politiker (Republikanische Partei), der 18 Jahre lang als Richter am United States District Court for the Southern District of New York diente, davon sechs Jahre als Oberster Richter. Er wurde am 17. September 2007 von Präsident George W. Bush als Nachfolger von Alberto R. Gonzales zum 81. United States Attorney General nominiert. Nach der Zustimmung des Senats trat er am 9. November 2007 sein Amt an.
Der in der Bronx geborene Michael Mukasey ging zum Columbia College der Columbia University und machte dort im Jahre 1963 seinen Bachelor. An der Yale Law School erhielt er 1967 den Bachelor of Laws. Danach war er unter anderem ab 1972 als stellvertretender Bundesstaatsanwalt für den südlichen Distrikt von New York tätig. 1976 ging er dann zur New Yorker Rechtsanwaltskanzlei Patterson Belknap Webb & Tyler.
Er galt als strenger „Law-and-order“-Mann, der aber auch in Kreisen der Demokratischen Partei Unterstützung fand. Der Folterung im Rahmen von Verhören stand er tolerant gegenüber; er vertrat den Standpunkt, dass das Waterboarding nicht Folter sei.
Mit dem Ende von George W. Bushs Amtszeit im Januar 2009 schied auch Michael Mukasey aus der Regierung aus. Seitdem ist er als Partner der internationalen Anwaltskanzlei Debevoise & Plimpton tätig.